# Kevin McHale (basketballer)
Kevin Edward McHale (Hibbing, Minnesota, 19 december 1957) is een voormalig Amerikaanse basketbalspeler in de NBA. McHale kwam dertien seizoenen lang uit voor de Boston Celtics waar hij op de positie power-forward en center speelde. Na zijn spelerscarrière werd hij manager en daarna coach van de Minnesota Timberwolves. 

## Biografie

### Als speler
McHale speelde van 1976 tot 1980 vier seizoenen in het college-basketbal voor de Minnesota Golden Gophers waar hij een gemiddelde van 15,2 punten en 8,5 rebounds per wedstrijd realiseerde. Tijdens de NBA Draft van 1980 werd McHale in de eerste ronde als 3e gedraft door de Boston Celtics. In zijn rookie-seizoen begon McHale bijna uitsluitend als bankzitter maar met een gemiddelde van 10 punten had hij toch meteen een belangrijke bijdrage aan de 14e NBA-titel van de Celtics. Samen met Larry Bird en Robert Parish vormde McHale de "Big Three" wat verder nog tot NBA-titels zou leiden in 1984 en 1986. 
Mc Hale kende zijn beste seizoen tijdens de NBA-campagne van 1986-1987 met een gemiddelde van 26,1 punten en 9,9 rebounds per wedstrijd. Hij was dat seizoen ook de eerste speler in de geschiedenis van de NBA die meer dan 60% scoringspercentage (60,4%) en meer dan 80% vrijworppercentage (83,6%) liet optekenen in éénzelfde seizoen. Ondanks zijn sterk seizoen konden de Celtics geen nieuwe NBA-titel binnenhalen. Vanaf het seizoen 1989-1990 kwam McHale steeds minder in de basis te staan van de Celtics. Op het einde van het seizoen 1992-1993 beëindigde McHale zijn professionele loopbaan.
Gedurende zijn NBA-carrière behaalde Kevin McHale gemiddelden van 17,9 punten per wedstrijd en 7,3 rebounds per wedstrijd. Hij werd ook 7 keer geselecteerd voor het NBA All-Star Game. Naar aanleiding van het 50-jarig bestaan van de NBA in 1996 werd McHale opgenomen in de lijst van 50 beste NBA-spelers aller tijden. McHale werd opgenomen in de Naismith Memorial Basketball Hall of Fame in 1999.  Op 30 januari 1994 besloten de Celtics om zijn rugnummer 32 uit roulatie te halen en in de toekomst aan geen enkele andere speler meer toe te kennen.

### Als coach
Nadat hij gestopt was als speler tekende McHale een contract bij de Minnesota Timberwolves als televisie-analist en 'special assistant' om in de zomers van 1994 te worden gepromoveerd tot assistent Algemeen directeur.
In februari 2005 ontsloegen de Timberwolves Filip Saunders als coach. McHale nam de rol van hoofdcoach over voor de rest van het seizoen 2004-2005, maar op het einde van dit seizoen nam Dwane Casey over. Ook in december 2008 nam McHale de rol van coach voor een half jaar over. Op het einde van het seizoen 2008-2009 namen de Timberwolves echter afscheid van McHale.
Op 1 juni 2011 werd McHale aangesteld als coach van de Houston Rockets. Onder zijn leiding speelden de Rockets de finale van de Western Conference waarin ze verloren van de Golden State Warriors. Na enkele nederlagen in het begin van het seizoen 2015-2016 werd McHale echter al snel ontslagen.

## Erelijst
- NBA-kampioen: 1981, 1984, 1986
- NBA All-Star: 1984, 1986, 1987, 1988, 1989, 1990, 1991
- All-NBA First Team: 1987
- NBA All-Defensive First Team: 1986, 1987, 1988
- NBA All-Defensive Second Team: 1983, 1989, 1990
- NBA Sixth Man of the Year: 1984, 1985
- NBA All-Rookie First Team: 1981
- NBA's 50th Anniversary All-Time Team
- NBA's 75th Anniversary All-Time Team
- Nummer 32 teruggetrokken door de Boston Celtics
- Nummer 44 teruggetrokken door de Minnesota Golden Gophers
- Pan-Amerikaanse Spelen:  1979
- Universiade:  1979

### Hall of Fame
- Naismith Basketball Hall of Fame: 1999[4]
- Minnesota State High School League Hall of Fame: 1992
- M Club Hall of Fame (Minnesota Golden Gophers): 1995[5]
- College Basketball Hall of Fame: 2006
- Minnesota Sports Hall of Fame: 2020[6]
- Croatian American Sports Hall of Fame: 2022[7]

## Statistieken als speler

### Reguliere Seizoen
| Seizoen        | Team           | WG  | WS  | MPW  | 2P%   | 3P%  | FW%  | RPW | APW | SPW | BPW | PPW  |
| -------------- | -------------- | --- | --- | ---- | ----- | ---- | ---- | --- | --- | --- | --- | ---- |
| 1980-1981      | Boston Celtics | 82  | 1   | 20,1 | 53,3  | 0    | 67,9 | 4,4 | 0,7 | 0,3 | 1,8 | 10,0 |
| 1981-1982      | Boston Celtics | 82  | 33  | 28,4 | 53,1  | 0    | 75,4 | 6,8 | 1,1 | 0,4 | 2,3 | 13,6 |
| 1982-1983      | Boston Celtics | 82  | 13  | 28,6 | 54,1  | 0    | 71,7 | 6,7 | 1,3 | 0,4 | 2,3 | 14,1 |
| 1983-1984      | Boston Celtics | 82  | 10  | 31,4 | 55,6  | 33,3 | 76,5 | 7,4 | 1,3 | 0,3 | 1,5 | 18,4 |
| 1984-1985      | Boston Celtics | 79  | 31  | 33,6 | 57,0  | 0    | 76,0 | 9,0 | 1,8 | 0,4 | 1,5 | 19,8 |
| 1985-1986      | Boston Celtics | 68  | 62  | 35,3 | 57,4  | 0    | 77,6 | 8,1 | 2,7 | 0,4 | 2,8 | 21,3 |
| 1986-1987      | Boston Celtics | 77  | 77  | 39,7 | 60,4  | 0    | 83,6 | 9,9 | 2,6 | 0,5 | 2,2 | 26,1 |
| 1987-1988      | Boston Celtics | 64  | 63  | 37,3 | 60,4  | 0    | 79,7 | 8,4 | 2,7 | 0,4 | 1,4 | 22,6 |
| 1988-1989      | Boston Celtics | 78  | 74  | 36,9 | 54,6  | 0    | 81,8 | 8,2 | 2,2 | 0,3 | 1,2 | 22,5 |
| 1989-1990      | Boston Celtics | 82  | 25  | 33,2 | 54,9  | 33,3 | 89,3 | 8,3 | 2,1 | 0,4 | 1,9 | 20,9 |
| 1990-1991      | Boston Celtics | 68  | 10  | 30,4 | 55,3  | 40,5 | 82,9 | 7,1 | 1,9 | 0,4 | 2,1 | 18,4 |
| 1991-1992      | Boston Celtics | 56  | 1   | 30,4 | 50,9  | 0    | 82,2 | 5,9 | 1,5 | 0,2 | 1,1 | 13,9 |
| 1992-1993      | Boston Celtics | 71  | 0   | 30,4 | 45,9  | 11,1 | 84,1 | 5,0 | 1,0 | 0,2 | 0,8 | 10,7 |
| Carrière       | Carrière       | 971 | 400 | 31,0 | 55,44 | 26,1 | 79,8 | 7,3 | 1,7 | 0,4 | 1,7 | 17,9 |
| All Star-games | All Star-games | 7   | 0   | 17,9 | 50,0  | 50,0 | 85,7 | 5,3 | 1,1 | 0,1 | 1,7 | 8,7  |

### Playoffs

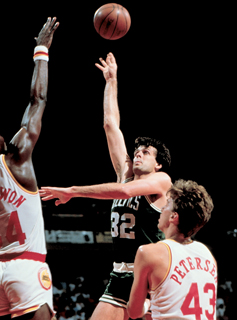
McHale schiet over Hakeem Olajuwon en Jim Petersen tijdens de playoffs in 1986

| Seizoen   | Team           | WG  | WS | MPW  | 2P%  | 3P%  | FW%  | RPW | APW | SPW | BPW | PPW  |
| --------- | -------------- | --- | -- | ---- | ---- | ---- | ---- | --- | --- | --- | --- | ---- |
| 1980-1981 | Boston Celtics | 17  | 0  | 17,4 | 54,0 | 0    | 63,9 | 3,5 | 0,8 | 0,2 | 1,5 | 8,5  |
| 1981-1982 | Boston Celtics | 12  | 0  | 28,7 | 57,5 | 0    | 75,5 | 7,1 | 0,9 | 0,4 | 2,3 | 16,2 |
| 1982-1983 | Boston Celtics | 7   | 1  | 25,3 | 54,8 | 0    | 55,6 | 6,0 | 0,7 | 0,4 | 1,0 | 11,1 |
| 1983-1984 | Boston Celtics | 23  | 0  | 30,5 | 50,4 | 0    | 77,7 | 6,2 | 1,2 | 0,1 | 1,5 | 14,8 |
| 1984-1985 | Boston Celtics | 21  | 21 | 39,9 | 56,8 | 0    | 80,7 | 9,9 | 1,5 | 0,6 | 2,2 | 22,1 |
| 1985-1986 | Boston Celtics | 18  | 18 | 39,7 | 57,9 | 0    | 79,4 | 8,6 | 2,7 | 0,4 | 2,4 | 24,9 |
| 1986-1987 | Boston Celtics | 21  | 19 | 39,4 | 58,4 | 0    | 76,2 | 9,2 | 1,9 | 0,3 | 1,4 | 21,1 |
| 1987-1988 | Boston Celtics | 17  | 17 | 42,1 | 60,3 | 1,0  | 83,9 | 8,0 | 2,4 | 0,4 | 1,8 | 25,4 |
| 1988-1989 | Boston Celtics | 3   | 3  | 38,3 | 48,8 | 0    | 73,9 | 8,0 | 3,0 | 0,3 | 0,7 | 19,0 |
| 1989-1990 | Boston Celtics | 5   | 5  | 38,4 | 60,9 | 33,3 | 86,2 | 7,8 | 2,6 | 0,4 | 2,0 | 22,0 |
| 1990-1991 | Boston Celtics | 11  | 1  | 34,2 | 52,7 | 54,5 | 82,5 | 3,5 | 1,8 | 0,5 | 1,3 | 20,7 |
| 1991-1992 | Boston Celtics | 10  | 0  | 30,6 | 51,6 | 0    | 79,5 | 7,1 | 1,3 | 0,5 | 0,5 | 16,5 |
| 1992-1993 | Boston Celtics | 4   | 0  | 28,3 | 58,2 | 0    | 85,7 | 7,1 | 0,8 | 0,5 | 1,8 | 19,0 |
| Carrière  | Carrière       | 169 | 85 | 33,8 | 56,1 | 38,1 | 78,8 | 7,4 | 1,6 | 0,4 | 1,7 | 18,8 |